# 宗教団体による嫌がらせ
宗教団体による嫌がらせ（しゅうきょうだんたいによるいやがらせ）とは、師弟関係にある者、弟子（僧侶）同士、信者同士、新興宗教であれば、幹部と信者間、外部に対するものとしては、教団が脱会者に対して行うもの、教団が敵対者に対して行うもの、教団施設建設などを巡って地域住民とトラブルになり、反対派の住民達に嫌がらせを働くケース等が知られている。

## 概要
地域住民とトラブルになって行われる嫌がらせを除けば、いじめのような内容が大部分を占める。
新興宗教における幹部と信者間、教団が脱会者や敵対者に対して行う嫌がらせは苛烈を極める傾向があり、大勢の信者達を動員し、組織的に大規模な嫌がらせを働いたり、ガスライティングの手法を採用して、被害者を精神障害者に仕立て上げる事で、嫌がらせを行った事実そのものを隠蔽しつつ、被害者を人為的に不幸にさせるといった、悪質な行為が行われる事もある。
また、教団に逆らった者、歯向かった者は地獄に落ちるといった教義を持つ団体の場合、脱会者や敵対者を人為的に不幸にさせる事によって、教義との整合性を保とうとする事があり、その場合には、教団が組織的に動いて、悪評を垂れ流す等して人間関係が上手く行かなくなるように裏で小細工していた事や、解雇工作、就労妨害を働いていた事実、その他、ありとあらゆる卑劣な嫌がらせを働いていた事実を、脱会者や敵対者、そして社会が気づかないように隠そうとする。こうした性質の嫌がらせの場合、相手を精神障害者に仕立て上げる事で発言の信憑性を奪い、彼らが行う敵対活動を無力化する事と（精神障害者が告発しても、マスコミと警察が動かない為である）、自殺に追い込もうとする目的や、ストレスを溜め込ませて犯罪を起こさせる事で、前科前歴をつけて、実名報道させる事で社会的に抹殺する事など、破滅させる事を目的とする事が多い。
教団が外部に向けて、信者達を大動員して行う嫌がらせの場合、被害者と直接面識のない信者達が実行犯となる為、組織的な尾行や監視、付き纏い、その他、悪質なガスライティング行為を受けたとしても、嫌がらせが行われた証拠を押さえると同時に、実行犯が教団の信者である事や、教団から依頼される等して実行していた人物である事の特定が必要となる事から、探偵などの専門家を雇わない限り、被害の立証が極めて難しい状況となる。また、教団側も、被害者が証拠を収集して、警察に被害相談に行く可能性と、民事裁判を起こす可能性を想定して、対策を立てている為、極力証拠が残らないように嫌がらせを行っている実態がある。その為、この種の嫌がらせ被害に遭うと、多くは警察沙汰はおろか、民事裁判を起こす事すら困難で、泣き寝入りさせられる事になる。解雇工作で職を失ったり、就労妨害で再就職ができなかったりして経済的に困窮したり、嫌がらせによるストレスの蓄積から心身の健康を損なったり、嫌がらせを受けている期間は何をされても妨害される為、貴重な時間を失う事になるので、取り返しのつかないような、非常に甚大な被害が生ずる事になる。
宗教団体でも、とりわけカルト教団が外部に向けて嫌がらせを働く場合、マインドコントロールによって善悪の判断がつかなくなった、教団から指示されれば、どのような行為でも実行する信者達が大動員される為、被害がより一層深刻になる。

## ガスライティング問題
会社や家族、サークル、部活動、友人関係の輪（ママ友など）などの上下関係のある集団、上司と部下や、主導権を握る彼氏と彼女などの上下のある関係では、ガスライティング（精神的虐待行為）が発生し易いと言われている。
ガスライティングは、いじめのような複数人が加害者として行われる形態を取る場合、精神障害者に仕立て上げる目的で、悪意を持って実行される事や、被害に遭った人が自殺してしまうリスクがある事、人間関係の破壊や、ストレスを溜め込ませる事で犯罪行為を誘発させる形で、相手を社会的に破滅させる目的で行われる事も多い為、被害者が蒙る被害が非常に甚大であり、被害者が深刻な事態に陥る事になる。